# The Elf King: A Norwegian Fairy Tale
The Elf King: A Norwegian Fairy Tale (o The Elf King) è un cortometraggio muto del 1908 diretto da James Stuart Blackton. 

## Produzione
Il film fu prodotto dalla Vitagraph Company of America.

## Distribuzione
Distribuito dalla Vitagraph, uscì nelle sale statunitensi il 10 novembre 1906.